# Spoorlijn Mamers - Saint-Calais
De spoorlijn Mamers - Saint-Calais was een Franse spoorlijn van Mamers naar Saint-Calais. De lijn was 76,3 km lang.

## Geschiedenis
De lijn werd in gedeeltes geopend door de Compagnie d'Orléans à Chalons, van Mamers naar Connerré-Beillé op 2 september 1872 en van Connerré-Beillé naar Saint-Calais op 20 februari 1873.
Reizigersverkeer op dit traject werd opgeheven op 25 september 1965; goederenvervoer werd opgeheven op 31 december 1977.

## Aansluitingen
In de volgende plaatsen is of was er een aansluiting op de volgende spoorlijnen:
Mamers
RFN 426 000, spoorlijn tussen Mamers en Mortagne-au-Perche
RFN 427 000, spoorlijn tussen La Hutte-Coulombiers en Mamers
Connerré - Beillé
RFN 420 000, spoorlijn tussen Paris-Montparnasse - Brest
Thorigné-sur-Dué
RFN 506 000, spoorlijn tussen Thorigné en Courtalain-Saint-Pellerin
Saint-Calais
RFN 507 000, spoorlijn tussen Bessé-sur-Braye en Saint-Calais